# Dreibholz
Dreibholz ist ein historisches Dorf im Oberbergischen Kreis des Regierungsbezirk Köln von Nordrhein-Westfalen. Es ist eines der drei Dörfer, aus denen im Jahr 1901 der Ort Bielstein gebildet wurde. Die Ortslage gehört seit der Eingemeindung von Bielstein am 1. Juli 1969 zur Stadt Wiehl.

## Lage
Dreibholz liegt im Homburger Ländchen, rund vier Kilometer Luftlinie nordwestlich von Wiehl und acht Kilometer südwestlich der Stadt Gummersbach. Der Ort liegt am nördlichen Ufer der Wiehl und beidseits der Landesstraße 321, die den Ort jedoch nicht direkt durchquert, sondern überführt. Umliegende Ortschaften sind Hückhausen im Norden, Oberbantenberg im Nordosten, Repschenroth im Süden, Helmerhausen im Südwesten, Weiden, Hardt und Steeg im Westen und Mühlen an der Wiehl im Nordwesten.

## Geschichte
Repschenroth wurde erstmals im Jahr 1492 als Dreyfeltz urkundlich erwähnt. Der Ort gehörte zunächst zur Reichsherrschaft Homburg und kam im Jahr 1806 zum Großherzogtum Berg. Nach den Beschlüssen vom Wiener Kongress wurde Dreibholz preußisch, in Preußen gehörte der Ort erst zur Provinz Jülich-Kleve-Berg und ab 1822 zur Rheinprovinz. Seit 1825 lag Dreibholz im Kreis Gummersbach, der 1932 mit mehreren anderen Kreisen zum Oberbergischen Kreis fusionierte.
Verwaltungstechnisch gehörte die Ortschaft Dreibholz seit jeher zur Gemeinde Drabenderhöhe. Im Jahr 1901 wurden die inzwischen zusammengewachsenen Ortschaften Dreibholz, Neubielstein und Repschenroth in einem Ortsteil zusammengefasst, der den neuen Namen Bielstein erhielt. Die verwaltende Gemeinde Drabenderhöhe wurde 1960 in Bielstein (Rheinland) umbenannt, diese wurde wiederum am 1. Juli 1969 in die Stadt Wiehl eingegliedert. Auf die Siedlung deutet heute der Straßenname Dreibholzer Straße im Ort selbst sowie im Nachbarort Oberbantenberg hin.